# 엔젤 아이즈 (드라마)
《엔젤 아이즈》는 2014년 4월 5일부터 2014년 6월 15일까지 방영된 SBS 주말 특별기획 드라마이다.

## 등장 인물

### 주요 인물
- 이상윤 : 박동주 / 딜런 박 역 (아역 : 강하늘 & 정재민) - 30세. 심장외과 전문의, 응급외과의
- 구혜선 : 윤수완 역 (아역 : 남지현 & 노정의) - 32세. 119 응급구조사

### 세영병원 관련 인물
- 김지석 : 강지운 역 - 신경외과 전문의. 세영병원 이사장이자 의사인 모친 오영지의 아들이자 세영병원 후계자
- 정진영 : 윤재범 역 - 수완의 아버지. 세영병원 병원장. 외과의
- 정애리 : 오영지 역 - 지운의 어머니. 세영병원 이사장. 안과의
- 김호창 : 문제하 역 - 응급실 외과 레지던트
- 서동원 : 김호진 역 - 응급실 의사
- 박진주 : 김윤정 역 - 응급실 간호사
- 이승형 : 성현호 역 - 부원장
- 임승대 : 최진상 역 - 12년 전 재범의 수하 의사

### 세영소방서 관련 인물
- 공형진 : 기운찬 역 - 구조대 베테랑 구조대원. 특수부대 출신의 전형적인 에이스 구조대원. 수완의 첫 사수
- 승리 : 테디 서 역 - 119 구조대원
- 김승욱 : 주태섭 역 - 소방대장
- 성창훈 : 박창현 역 - 구급대원
- 이하율 : 김진수 역 - 구조대원

### 세영경찰서 관련 인물
- 현쥬니 : 차민수 역 (아역 : 신혜선) - 수완의 단짝 친구. 형사
- 권해효 : 김우철 역 - 12년 전 뺑소니 사건의 담당형사. 퇴물형사

### 그밖의 주변 인물
- 윤예주 : 박혜주 역 (아역 : 이고은, 최지원) - 동주의 여동생
- 신영진 : 한우정 역 - 수완의 어머니
- 정지훈 : 기진모 역 - 8세. 운찬의 아들

### 그 외 인물
- 전진기 : 김영락 역 - 경찰서장
- 윤영목 : 박형식의 동료소방관 역
- 박성균
- 강석호
- 치우
- 백성흠 : 동주네 반 학생 역
- 최홍일 : 천문관 관장 역
- 김효명 : 동주네 반 학생 역
- 신화수
- 고정우 : 동주네 반 학생 역
- 정주리
- 박진수 : 최정식 역 - 의사
- 김현정
- 민성욱 : 수완을 위협하는 환자 역
- 양주호 : 소방대원들을 장난전화로 불러낸 남자 역
- 정강희 : 편의점에서 내기하는 남자 역
- 홍원표 : 의사 역
- 이금주 : 보육원 수녀 역
- 허정은 : 치료 안 받으려는 아이 역
- 주부진 : 테디 서의 할머니 역
- 윤해민
- 신우철 : 의사 역
- 박팔영 : 청장 역
- 서민경
- 홍성숙 : 김우철의 전 부인 역
- 이승기 : 병원 못 간다는 취객 환자 역
- 서보익 : 형사 역
- 남현주 : 비아그라를 복용한 환자의 보호자 역
- 윤병희 : 축구부원 역
- 이주아 : 습관성 어깨탈구 환자 역
- 이가령 : 의류매장 직원 역
- 김경일 : 국과수 직원 역
- 이승재
- 황효상
- 박승태 : 응급차에 타기 싫어하는 무속인 환자 역
- 박선영
- 서승원
- 최영신
- 김영환
- 선우철
- 박성택
- 주동희 : 이식할 심장을 가지고 가다가 교통사고가 난 의사 역
- 이미윤 : 심장이식 받을 아이의 엄마 역
- 홍서준 : 심장이식 받을 아이의 아빠 역
- 김태강 : 병원 직원 역
- 박혜진 : 고시원에서 저혈당으로 쓰러진 할머니 환자 역
- 유미란
- 이준혁 : 자살을 시도하는 남자 역 - 빵집 사장
- 김경룡 : 12년 전 유정화 뺑소니 사고의 목격자 역
- 한동규 : 폐차장 주인 역
- 차미경 : 자전거 타다가 넘어져서 입원한 환자 역
- 손선근 : 의사 역
- 장준호 : 변호사 역
- 정현석 : 변호사 역
- 김선은 : 목소리 분석 연구원 역
- 정동규 : 목사 역
- 강동엽 : 무의촌 진료봉사 하는 의사 역
- 김경란 : 전화기 찾는 할머니 역 - 율미도 주민
- 이병철 : 우체부 역 - 율미도 주민
- 김환희 : 보람 역 - 율미도 주민
- 유재명 : 선우 역 - 보람의 아빠, 율미민박 사장, 율미도 주민
- 김익태 : 율미도 주민 역
- 조시내 : 임산부 역 - 율미도 주민
- 김상일 : 임산부의 남편 역 - 율미도 주민
- 유용범
- 공호석 : 율미도 주민 역

### 특별 출연
- 김여진 : 유정화 역 - 30대 후반. 동주와 혜주의 어머니 (1~2회, 9회, 19회)
- 서태화 : 박형식 역 - 동주와 혜주의 아버지, 소방관 (1회)
- 정은표 : 동주의 담임선생님, 세영고등학교 교장 역 (1회, 5~6회)
- 정지영 : 목소리 출연 (1회)
- 윤주희 : 한유리 역 - 동주를 좋아하는 여배우 (19~20회)

## 시청률
아래의 파란색 숫자는 '최저 시청률'이고, 빨간색 숫자는 '최고 시청률'입니다. 시청률조사회사와 지역별로 시청률에 차이가 있을 수 있습니다.
| 2014년      | 2014년      | 2014년         | 2014년       | 2014년         | 2014년       |
| 회차        | 방송일      | TNmS 시청률    | TNmS 시청률  | AGB 시청률     | AGB 시청률   |
| 회차        | 방송일      | 대한민국(전국) | 서울(수도권) | 대한민국(전국) | 서울(수도권) |
| ----------- | ----------- | -------------- | ------------ | -------------- | ------------ |
| 제1회       | 4월 5일     | 7.3%           | 8.4%         | 6.3%           | 6.9%         |
| 제2회       | 4월 6일     | 7.5%           | 8.3%         | 6.6%           | 7.6%         |
| 제3회       | 4월 12일    | 8.9%           | 10.2%        | 8.8%           | 9.7%         |
| 제4회       | 4월 13일    | 7.9%           | 9.7%         | 8.0%           | 8.3%         |
| 제5회       | 4월 26일    | 10.2%          | 12.4%        | 10.8%          | 12.1%        |
| 제6회       | 4월 27일    | 11.1%          | 13.5%        | 11.9%          | 13.4%        |
| 제7회       | 5월 3일     | 10.2%          | 11.8%        | 10.4%          | 12.1%        |
| 제8회       | 5월 4일     | 10.4%          | 12.3%        | 10.3%          | 11.6%        |
| 제9회       | 5월 10일    | 10.9%          | 12.1%        | 9.9%           | 11.1%        |
| 제10회      | 5월 11일    | 11.1%          | 14.0%        | 10.4%          | 12.0%        |
| 제11회      | 5월 17일    | 10.4%          | 12.1%        | 8.7%           | 9.3%         |
| 제12회      | 5월 18일    | 9.8%           | 11.4%        | 9.6%           | 10.7%        |
| 제13회      | 5월 24일    | 9.1%           | 10.6%        | 9.1%           | 10.0%        |
| 제14회      | 5월 25일    | 8.6%           | 10.1%        | 9.2%           | 10.7%        |
| 제15회      | 5월 31일    | 8.7%           | 10.7%        | 9.2%           | 10.5%        |
| 제16회      | 6월 1일     | 7.6%           | 8.2%         | 8.1%           | 9.6%         |
| 제17회      | 6월 7일     | 8.7%           | 10.0%        | 8.0%           | 8.4%         |
| 제18회      | 6월 8일     | 8.7%           | 9.8%         | 8.7%           | 9.8%         |
| 제19회      | 6월 14일    | 8.9%           | 11.0%        | 8.6%           | 10.0%        |
| 제20회      | 6월 15일    | 9.1%           | 10.7%        | 8.9%           | 10.5%        |
| 평균 시청률 | 평균 시청률 | 9.3%           | 10.9%        | 9.1%           | 10.2%        |

## 결방 사유 및 편성 변경
- 2014년 4월 5일, 4월 6일 : 밤 9시 45분으로 편성 변경
- 2014년 4월 19일, 4월 20일 : '진도 해상 여객선 침몰' 뉴스 특보로 인해 결방

## 수상
- 2014년 SBS 연기대상 뉴스타상 강하늘

## 경쟁 프로그램
- 호텔킹 (MBC, 2014년 4월 5일 ~ 2014년 7월 27일)
- 정도전 (KBS1, 2014년 1월 4일 ~ 2014년 6월 29일)